# Nosotros, los pobres
Nosotros, los pobres o Nosotros los pobres è un film del 1948 diretto da Ismael Rodríguez.